# Pomniki przyrody w Starachowicach
Pomniki przyrody w Starachowicach – obiekty przyrody ożywionej jak i nieożywionej trwale wpisane w krajobraz miasta, które z racji wieku, rozmiarów i rzadkości występowania stanowią pomniki przyrody objęte ochroną z urzędu poprzez Rejonową Dyrekcję Ochrony Środowiska.

## Pomniki przyrody ożywionej w Starachowicach
1. Dąb szypułkowy (zieleniec koło Szkoły Podstawowej Nr 9). Drzewo rośnie na terenie stanowiącym własność Gminy Starachowice przy ul. Konstytucji 3 Maja. Wymiary:
- średnica pnia na wysokości 1,30 m od ziemi: 0,80 m
- obwód pnia na wysokości 1,30 m od ziemi: 2,52 m
- wysokość: około 25 m
- wiek: około 150 lat
- numer ewidencyjny RDOŚ -727

2. Dęby szypułkowe - 2 sztuki (zieleniec z fontanną). Drzewa rosną na terenie stanowiącym własność Gminy Starachowice przy ul. Armii Krajowej. Wymiary:
- średnica pnia na wysokości 1,30 m od ziemi: 1,10 m i 1,00 m
- obwód pnia na wysokości 1,30 m od ziemi: 3,16 m i 2,92 m
- wysokość: około 25 m
- wiek: około 150 lat
- numer ewidencyjny RDOŚ - 726

3. Dęby szypułkowe - 2 sztuki (teren PTTK). Drzewa rosną na terenie stanowiącym własność Gminy Starachowice przy ul. Krywki. Wymiary:
- średnica pnia na wysokości 1,30 m od ziemi: 1,20 m i 0,95 m
- obwód pnia na wysokości 1,30 m od ziemi: 3,78 m i 3,00 m
- wysokość: około 30 m
- wiek: około 200 lat
- numer ewidencyjny RDOŚ - 728

4. Dąb szypułkowy (koło pomnika "Barbórka"). Drzewo rośnie na terenie stanowiącym własność Gminy Starachowice przy ul. Krywki. Wymiary:
- średnica pnia na wysokości 1,30 m od ziemi: 1,15 m
- obwód pnia na wysokości 1,30 m od ziemi: 3,63 m
- wysokość: około 25 m
- wiek: około 200 lat
- numer ewidencyjny RDOŚ - 729

5. Dąb bezszypułkowy i dąb szypułkowy (Michałów, ul. Wschodnia 33). Drzewa rosną na terenie nieruchomości prywatnej, przy ul. Wschodniej 33. Wymiary:
- średnica pnia na wysokości 1,30 m od ziemi:
- dąb bezszypułkowy 1,43 m
- dąb szypułkowy 1,33 m
- obwód pnia na wysokości 1,30 m od ziemi:
- dąb bezszypułkowy 4,49 m
- dąb szypułkowy 4,18 m
- wysokość: około 25 m
- wiek: około 250 lat
- numer ewidencyjny RDOŚ - 406

6. Dąb szypułkowy (Michałów, ul. Lempe). Drzewo rośnie na terenie stanowiącym własność Gminy Starachowice, przy ul. Lempe. Wymiary:
- średnica pnia na wysokości 1,30 m od ziemi: 2,13 m
- obwód pnia na wysokości 1,30 m od ziemi: 6,00 m
- wysokość: około 25 m
- wiek: około 300 lat
- numer ewidencyjny RDOŚ -407

7. Do pomników przyrody ożywionej zaliczone zostały również dwie topole. Topola biała żyje do 300 lat. Osiąga wysokość do 40m.
- Topola biała (nad rz. Kamienną, na wysokości Kotłowni ZEC-u). Drzewo rośnie na terenie stanowiącym własność Gminy Starachowice. Wymiary:
- średnica pnia na wysokości 1,30 m od ziemi: 1,10 m
- obwód pnia na wysokości 1,30 m od ziemi: 3,47 m
- wysokość: około 30 m
- wiek: około 80 lat
- numer ewidencyjny RDOŚ - 725

8. Topola (ul. Borkowskiego obok Starostwa Powiatowego). Drzewo rośnie na terenie prywatnym. Wymiary:
- średnica pnia na wysokości 1,30 m od ziemi: 1,40 m
- obwód pnia na wysokości 1,30 m od ziemi: 4,87 m
- wysokość: około 25 m
- wiek: około 80 lat

## Pomniki przyrody nieożywionej w Starachowicach
1. Odsłonięcie geologiczne - pomnik przyrody nieożywionej

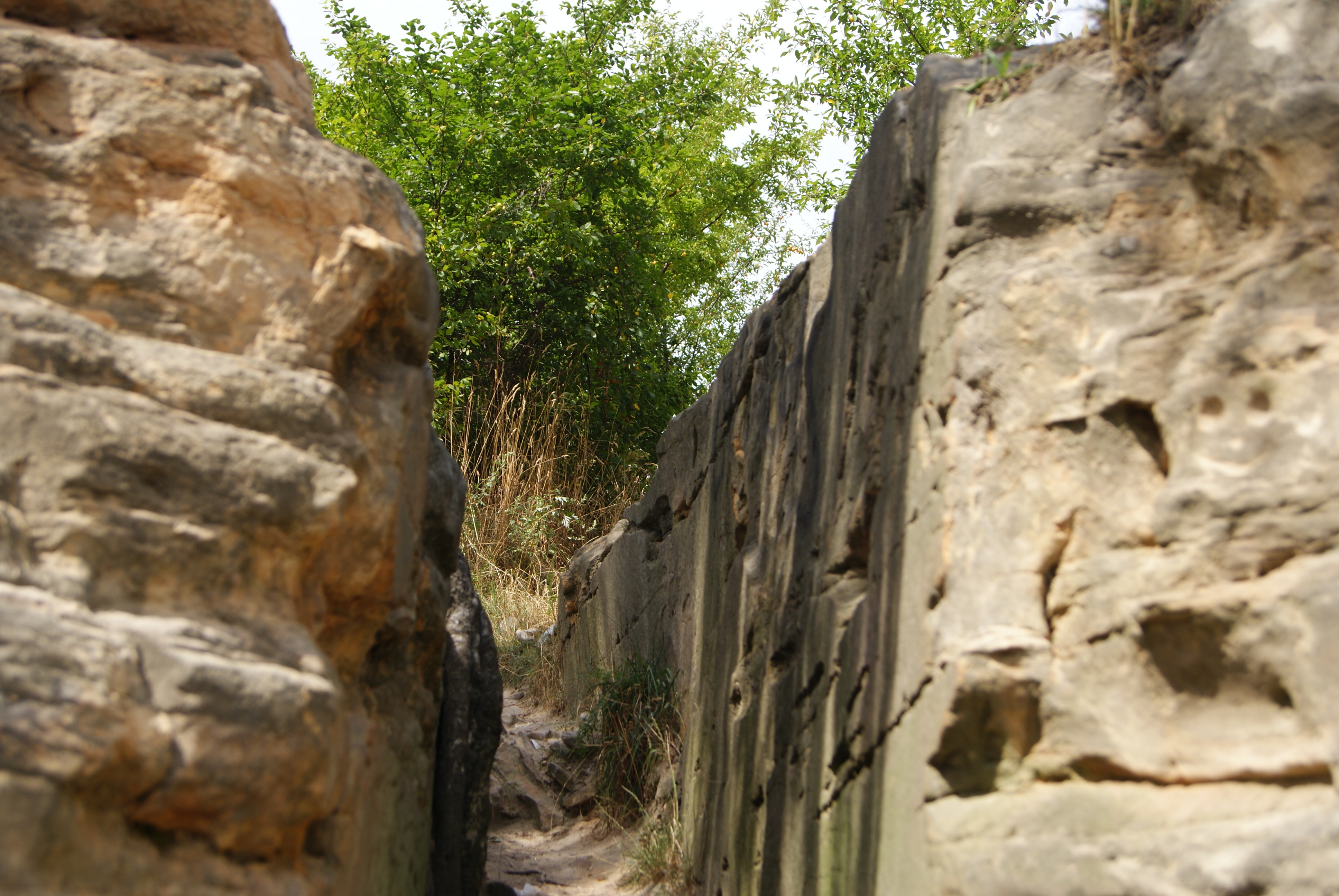
Odsłonięcie geologiczne A. Krajowej - wykute przejście

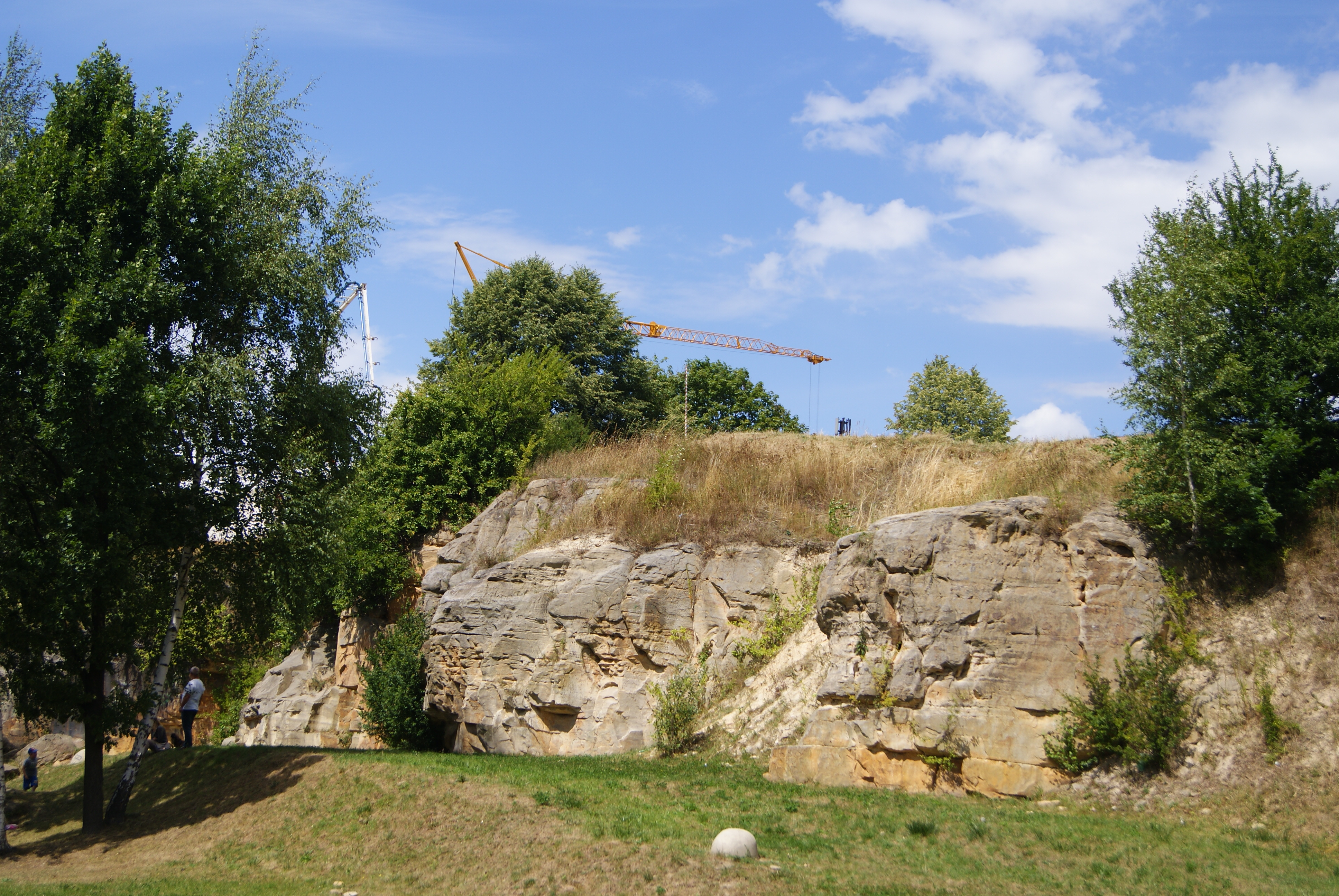
Odsłonięcie geologiczne A. Krajowej - widok ogólny

- W samym mieście i okolicy uwidaczniają się na powierzchni skały wszystkich okresów geologicznych historii ziemi. Odsłonięcie geologiczne, uznane za pomnik przyrody nieożywionej, stanowi ściana skalna o długości 400 m i wysokości 4-8 m, powstała częściowo w wyniku eksploatacji piaskowców, częściowo zaś naturalnie. Budują ją utwory dolnojurajskie - liasowe, zaliczane do serii skłobskiej. Są to piaskowce drobno i średnioziarniste, jasnoszare i żółtawe. Zlokalizowane jest w centrum miasta, jego wschodniej części, przy ul. Armii Krajowej.
- Numer w rejestrze RDOŚ - 229

2. zbiór okazów paleontologicznych okresu dolnego triasu w formie płyt skalnych, bloków brył oraz niewielkich rozmiarów eksponatów, zawierających ślady bezkręgowców, kręgowców oraz nieliczne inne formy skamieniałości, pozyskanych z terenu zarządzanego przez RZWGW w Warszawie w obrębie wsi Kałków i
Godów gm. Pawłów i wsi Oczko Prwęckie - Doły Biskupie gm. Kunów. Zbiór obejmuje: 550 płyt skalnych, 300 bloków, 135 brył, 3379 mniejszych form skalnych (płytka,
bryłka, kostka, okruch skalny). 
Zlokalizowane na terenie Muzeum Przyrody i Techniki Ekomuzeum im. Jana Pazdura w Starachowicach przy ul. Wielkopiecowa 1
- numer ewidencyjny RDOŚ - 731

## Inne obiekty fizjograficzne
- Inne odsłonięcia skalne, nie będące pomnikiem przyrody, ale bardzo ciekawe, znajdują się pomiędzy ul. 1 Maja i ul. Zakładową.